# شوانت
شوانت (به آلمانی: Gschwandt) یک منطقهٔ مسکونی در اتریش است که در ناحیه گموندن واقع شده‌است. شوانت ۱۶٫۷۸ کیلومتر مربع مساحت دارد ۵۲۳ متر بالاتر از سطح دریا واقع شده‌است.